# Mataroinen
Mataroinen är en sjö i Finland. Den ligger i kommunen Laukas i landskapet Mellersta Finland, i den centrala delen av landet, 250 km norr om huvudstaden Helsingfors. Mataroinen ligger 84,4 meter över havet. Den är 26 meter djup. Arean är 2,01 kvadratkilometer och strandlinjen är 12,38 kilometer lång. Sjön  ingår i Kymmene älvs huvudavrinningsområde.   Den ligger vid sjön Kuusvesi. I omgivningarna runt Mataroinen växer i huvudsak blandskog. Den sträcker sig 5,0 kilometer i nord-sydlig riktning, och 1,5 kilometer i öst-västlig riktning.
I övrigt finns följande i Mataroinen:
- Pieni Pajusaari (en ö)
- Pajusaari (en ö)